# Flacopimpla parva
Flacopimpla parva är en stekelart som först beskrevs av Cresson 1870.  Flacopimpla parva ingår i släktet Flacopimpla och familjen brokparasitsteklar. Inga underarter finns listade i Catalogue of Life.